# Guillaume de Saint‑Amour
Guillaume de Saint‑Amour (n. 1202, Saint-Amour⁠(d), Franche-Comté⁠(d), Franța – d. 13 septembrie 1272, Saint-Amour⁠(d), Franche-Comté⁠(d), Franța) a fost un magistru în teologie al Universității din Paris, care a condus, la mijlocul secolului al XIII-lea, campania împotriva instalării ordinelor cerșetoare (franciscani și dominicani) la universitate. Tratatul lui a fost condamnat atât de papa Alexandru al IV-lea, cât și de regele Franței, Ludovic al IX-lea, iar autorul a fost exilat de la universitate și din Paris. Cu toate acestea, lucrarea a rămas o referință în conflictul care a continuat să-i opună pe magiștrii seculari ordinelor cerșetoare.

## Despre pericolele celor mai de pe urmă vremuri (De periculis novissimorum temporum)
Guillaume de Saint-Amour, magistru în teologie la Universitatea din Paris, a publicat De periculis novissimorum temporum în primăvara anului 1256, într-un moment de criză în relația dintre magiștrii seculari ai universității pariziene și recentele studia ale călugărilor cerșetori, dominicani și franciscani. În acest tratat, Guillaume de Saint-Amour a exprimat o poziție a magiștrilor seculari față de intrarea călugărilor cerșetori la universitate, în special față de numirea lor ca profesori de teologie. Saint-Amour a argumentat că prezența ordinelor cerșetoare contravenea ierarhiei consacrate a Bisericii, referindu-se la pericolele implicate de rămânerea lor la universitate în termeni apocaliptici și cerând papei înlăturarea lor de la universitate.